# Langues en Mauritanie

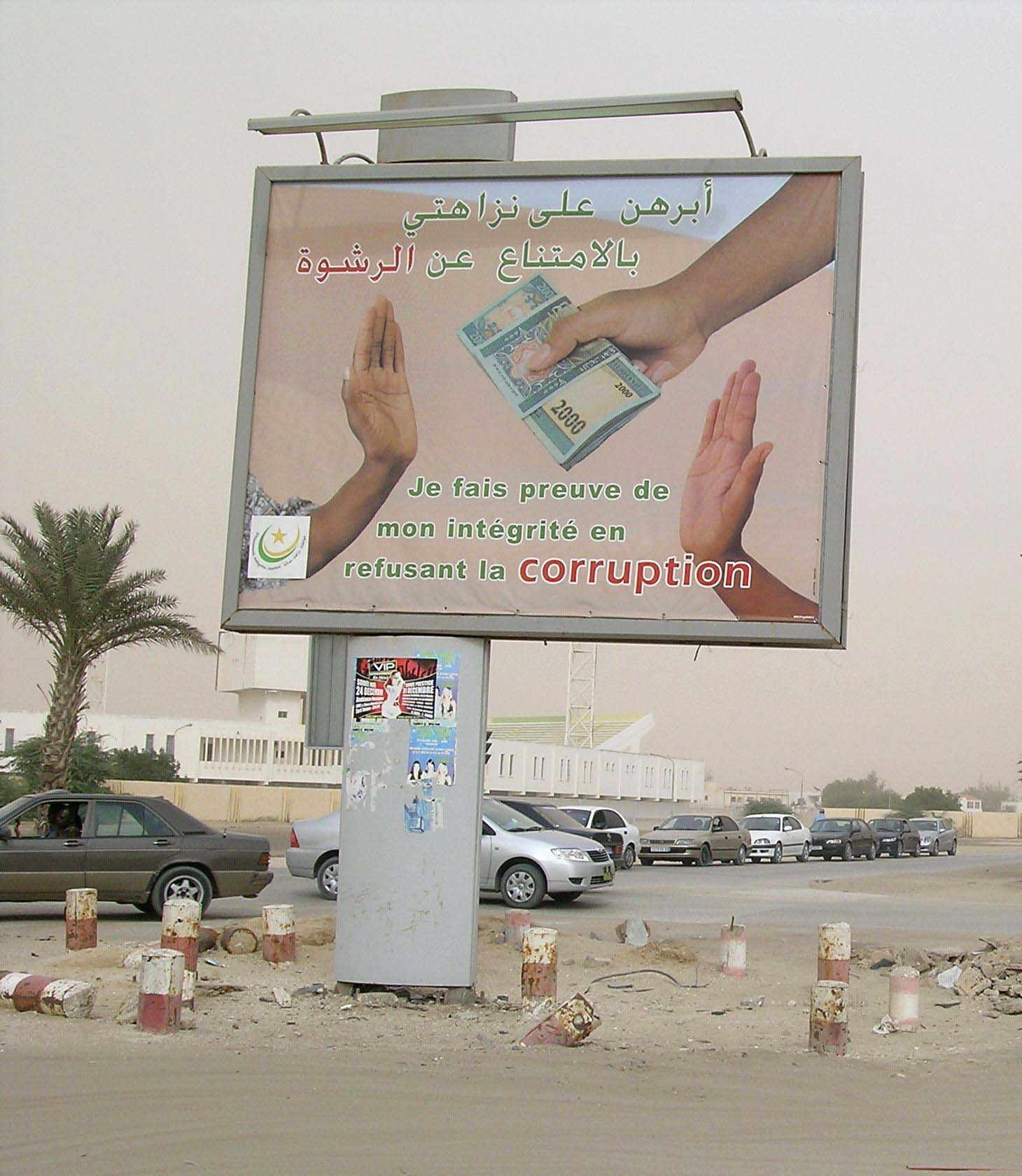
Campagne de prévention contre la corruption à Nouakchott, en français et en arabe

Les langues en Mauritanie comprennent la langue officielle, l'arabe, quatre langues nationales, le Hassaniyya, le poular, le soninké et le wolof, et le français ancienne langue officielle et encore langue d'enseignement et de l'administration.
Avec les autres langues, 9 langues locales parlées co-existent en Mauritanie : l'hassaniya, l'imraguen, le koyra chiini, le peul, le soninké, le wolof et le zenaga ; auxquelles s'ajoutent l'arabe littéral pour l'écrit.

## Constitution
Selon la constitution du 20 juillet 1991 : « Les langues nationales sont l'arabe, le pular, le soninké et le wolof ; la langue officielle est l'arabe. ».
La révision du 20 mars 2012 permet d’aborder cette question de manière plus directe, à travers l’insertion d’un alinéa 4 nouveau au préambule, ainsi rédigé : « Uni à travers l’histoire, par des valeurs morales et spirituelles partagées et aspirant à un avenir commun, le peuple mauritanien reconnait et proclame sa diversité culturelle, socle de l’unité nationale et de la cohésion sociale, et son corollaire, le droit à la différence des cultures nationales. La langue arabe, langue officielle du pays et les autres langues nationales, le pulaar, le soninké et le wolof, constituent, chacune en elle-même, un patrimoine national commun à tous les mauritaniens que l’État se doit, au nom de tous, de préserver et promouvoir. ».

## Langues afro-asiatiques(anciennement nommées chamito-sémitiques)
Arabe :
- Arabe littéral est la langue officielle.
- Hassaniyya forme locale et orale de l'arabe. Proche des parlers bédouins. C'est la langue majoritaire au sein de la population mauritanienne. C'est aussi la langue des Imraguens qui y ajoutent des éléments Soninké

Berbère :
- Zénaga: Encore vivant dans le sud du pays, près du fleuve Sénégal, le dernier vestige de l'identité berbère en Mauritanie. On les nomme Zénagas comme la langue qu'ils parlent. Autrefois l'ensemble de la population maure parlait des langues berbères. L'islamisation et l'arabisation de cette population a quasiment fait perdre tout lien avec cet univers. En 1978, le terme même d'arabo-berbère pour désigner les maures a été remplacé par arabe.
- Tamasheq: Le Tamasheq (langue des Touaregs est présente dans l'extrême sud-est du pays contre la frontière malienne).
- Azer (langue issus du Soninké et le Berbère)

## Langues indo-européennes
Fruit du colonialisme, les langues européennes sont toujours présentes sur le continent africain. La Mauritanie n'échappe pas à la règle.

### Français
Le français a été la langue co-officielle de la Mauritanie aux côtés de l'arabe jusqu'en 1991.
La Mauritanie était observatrice de l'Assemblée parlementaire de la francophonie depuis 1975 puis elle est maintenant membre depuis 1995 ; elle est également membre de l'Organisation internationale de la francophonie depuis 1980.
Les régions mauritaniennes de Dakhlet Nouadhibou, Gorgol et de l'Inchiri sont membres de l'Association internationale des régions francophones.
La Mauritanie est un membre de la Francophonie. Le rapport historique privilégié avec la France est toujours au goût du jour, même si la Mauritanie a fait le choix de l'arabisation et a institué l'arabe comme seule langue officielle dans sa Constitution de 1991.
D'après des chiffres fournis par le gouvernement mauritanien à l'OIF, il y avait en 2003, et sur 3,1 millions d'habitants, 167 399 (5,4 % de la population totale) francophones et 155 000 francophones partiels (5 %). 
De plus, d'après le dernier rapport de l'OIF sur la francophonie, on observe une très forte croissance du nombre d'apprenants du français en Mauritanie, suivant en cela une tendance générale du Maghreb. Actuellement, 300 000 élèves sont scolarisés dans une école bilingue (dont l'une des langues est le français) du primaire et 16 111 dans le secondaire, sans compter les élèves apprenant le français dans le cadre d'une scolarité normale.
Les chiffres de 2010 montrent une nette augmentation puisque le nombre d'élèves scolarisés dans une école bilingue se porte à 434 181 dans le primaire, 519 824 dans le secondaire et 16 000 à l'université. Ces progrès sont dus à la plus grande généralisation de la scolarisation bilingue français-arabe. Quant aux personnes considérées comme francophones selon le dernier rapport de l'OIF (personnes sachant lire et écrire le français), on compte 429 000 personnes soit 13 % de la population totale ou 18 % de la population âgée de 10 ans et plus. D'après ce rapport, la Mauritanie est l'un des pays où les progrès du français sont les plus sensibles.
À Nouakchott, la capitale, 50,7 % des habitants savent lire et écrire le français et 49,4 % savent le parler et le comprendre.
Au décembre 2014, l'encyclopédie Wikipédia en langue française est l'édition linguistique la plus consultée en Mauritanie avec 43 % des pages vues, devant celles en langue arabe (37 %) et en langue anglaise (15 %) (les autres langues réunissant seulement 5 %).
En mai 2014, la langue française est la plus utilisée dans les posts sur Facebook avec 59 %, devant la langue arabe (48 %) et la langue anglaise (11 %).
À noter que les billets de banque sont écrits en arabe sur une face et en français sur l'autre. 

## Langues nigéro-congolaises
- Wolof
- Soninké
- Peul (parfois appelé pular ou fulfulde)
- Bambara

## Recensement de 2013
Lors du quatrième recensement général de la population et de l’habitat de la Mauritanie effectué en 2013, les trois questions suivantes portant sur les langues ont été posées :
- "Langue maternelle : Quelle est la langue maternelle de (nom) ?" (les résultats à cette question n'ont pas été divulgués afin d'éviter des tensions communautaires)
- "Langue comprise : Outre la langue maternelle, lesquelles parmi ces langues (nom) peut comprendre ?"
- "Langues lues et écrites : Quelles sont les langues que (nom) peut lire et écrire, y compris les langues nationales ?"

### Langues maternelles
Lors du quatrième recensement général de la population et de l'habitat de la Mauritanie effectué en 2013, la question suivante portant sur les langues a été posée (le questionnaire est disponible en français et en arabe) : "Langue maternelle : Quelle est la langue maternelle de (nom) ?". Les résultats à cette question n'ont pas été divulgués afin d'éviter des tensions communautaires.
|  | 89 |

|  | 7 |

|  | 5 |

Le taux d'alphabétisme en langues maternelles des personnes âgées de 10 ans et plus est de 61 % chez les hommes et de 39 % chez les femmes, soit 563 012 personnes qui savent lire et écrire dans leur langue maternelle.

### Alphabétisation
Lors du quatrième recensement général de la population et de l'habitat de la Mauritanie effectué en 2013, la question suivante portant sur les langues a été posée (le questionnaire est disponible en français et en arabe) : "Langues lues et écrites : Quelles sont les langues que (nom) peut lire et écrire, y compris les langues nationales ?", dont voici ci-dessous les résultats :
|  | 50,8 |

|  | 14,5 |

|  | 9,4 |

|  | 36,3 |

Quatre personnes sur dix (39,8 %) parlent, lisent et écrivent l’Arabe (39,9 % de femmes et 39,7 % d’hommes). L’Arabe constitue ainsi la première langue parlée, lue et écrite. Cette langue est suivie du Français et de l’Arabe avec 11 % de la population dont 13,7 % d’hommes et 8,5 % de femmes. Le français seul est faiblement parlé et écrit à hauteur de 3,5 % dont 2,8 % pour les femmes et 4,2 % pour les hommes. Une proportion de 9,4 % de la population parle d’autres langues, dont 7,8 % pour les femmes et 11,2 % pour les hommes.
À noter que ces chiffres ne mentionnent pas les langues nigéro-congolaises qui sont aussi lues et écrites par une partie de la population et qui n'ont pas été recensées.

### Langues comprises par les immigrants internationaux
Par rapport aux langues comprises par les 704 334 immigrants internationaux que compte le pays et qui représentent 20 % de la population totale du pays (les pays de provenance des immigrants internationaux restent dominés globalement par le Mali (55 %) et le Sénégal (24 %)), le français se place en tête (près de 14 %) puis l’arabe (près de 3 %) en seconde position. S’agissant des langues nationales, le wolof reste dominant (environ 2 %). Il est suivi respectivement par le Poular (1,56 %) et le Soninké (0,39 %).
|  | 13,8 |

|  | 2,9 |

|  | 2,2 |

|  | 1,6 |

|  | 0,4 |

|  | 0,3 |

|  | 0,1 |

|  | 14,5 |

|  | 64,2 |

## Estimation 2014
Le site canadien de l'université de Laval donne l'estimation suivante (Projet Josué) pour l'année 2014 en locuteurs : 3 374 700 hassanya, 253 000 poular, 207 000 soninké, 111 000 tamasheq, 20 000 bambara, 18 300 wolof, 5 900 français, 4 000 sérère, 3 500 diola, 800 imeraguen, 200 zénage, 20 000 autres.
Les Imraguens sont une population ancienne de la Mauritanie métissée de Berbères, et qui ont conservé une partie de leur culture.

## Influences socio-linguistiques
La complexité socio-linguistique de la Mauritanie à la fin du XIXe siècle est marquée par la diversité ethnique et linguistique. À cette époque, les Maures prédominent et parlent majoritairement l'arabe, bien que quelques Berbères soient encore présents, surtout dans l'ouest du Trarza. L’arabisation des Berbères, accélérée par la conquête militaire des Maquil-Hassane, se fait en parallèle avec leur islamisation par les Almoravides.
Bien que majoritairement arabe, le ḥassaniyya conserve des éléments berbères, surtout dans le lexique et la toponymie. Des traces de berbérisme se retrouvent dans des mots spécifiques, la phonologie et la grammaire du dialecte. Par exemple, certains mots berbères empruntés conservent des caractéristiques phonétiques uniques, et la grammaire du ḥassaniyya présente des particularités par rapport à l’arabe littéraire, telles que la réduction du système vocalique et des variations dans la morphologie verbale.
Dans la société traditionnelle maure, l'arabe littéraire et les dialectes occupaient des rôles distincts : l'arabe littéraire était réservé à la religion et aux sciences, tandis que les dialectes étaient parlés par la population générale. L’arabe littéraire, utilisé principalement dans les zaouya (écoles religieuses), était préservé et restait la langue écrite. En revanche, les autres populations, notamment les Négro-Africains, n'étaient pas arabisées et leur maîtrise de l'arabe littéraire était limitée.
Les langues négro-africaines en Mauritanie, telles que le pulaar, le soninké et le wolof, présentent des différences importantes entre elles. Le pulaar est largement dispersé en Afrique de l'Ouest et se caractérise par une complexité phonologique et morphologique. Le soninké, parlé par une communauté plus restreinte, partage des traits phonologiques avec le pulaar mais diffère grammaticalement. Le wolof, moins répandu en Mauritanie, est plus dynamique au Sénégal.
Les langues négro-africaines ont une tradition orale riche, bien que l'écriture dans ces langues soit limitée et souvent transcrite en caractères arabes. La colonisation française a entraîné une suppression des langues locales et de l'arabe littéraire, favorisant le français. Après l'indépendance, la politique linguistique a cherché à promouvoir l’arabe littéraire tout en mettant en place des réformes pour les langues locales, entraînant des tensions ethniques et des débats sur la transcription des langues négro-africaines.